# Paisaje (Guillermo Silveira)
Paisaje (descrito habitualmente como «canal de riego») es una obra firmada por el pintor y escultor español Guillermo Silveira (1922-1987). Está pintada al óleo sobre lienzo y sus dimensiones son de 90 × 121 cm.

## Historia y características

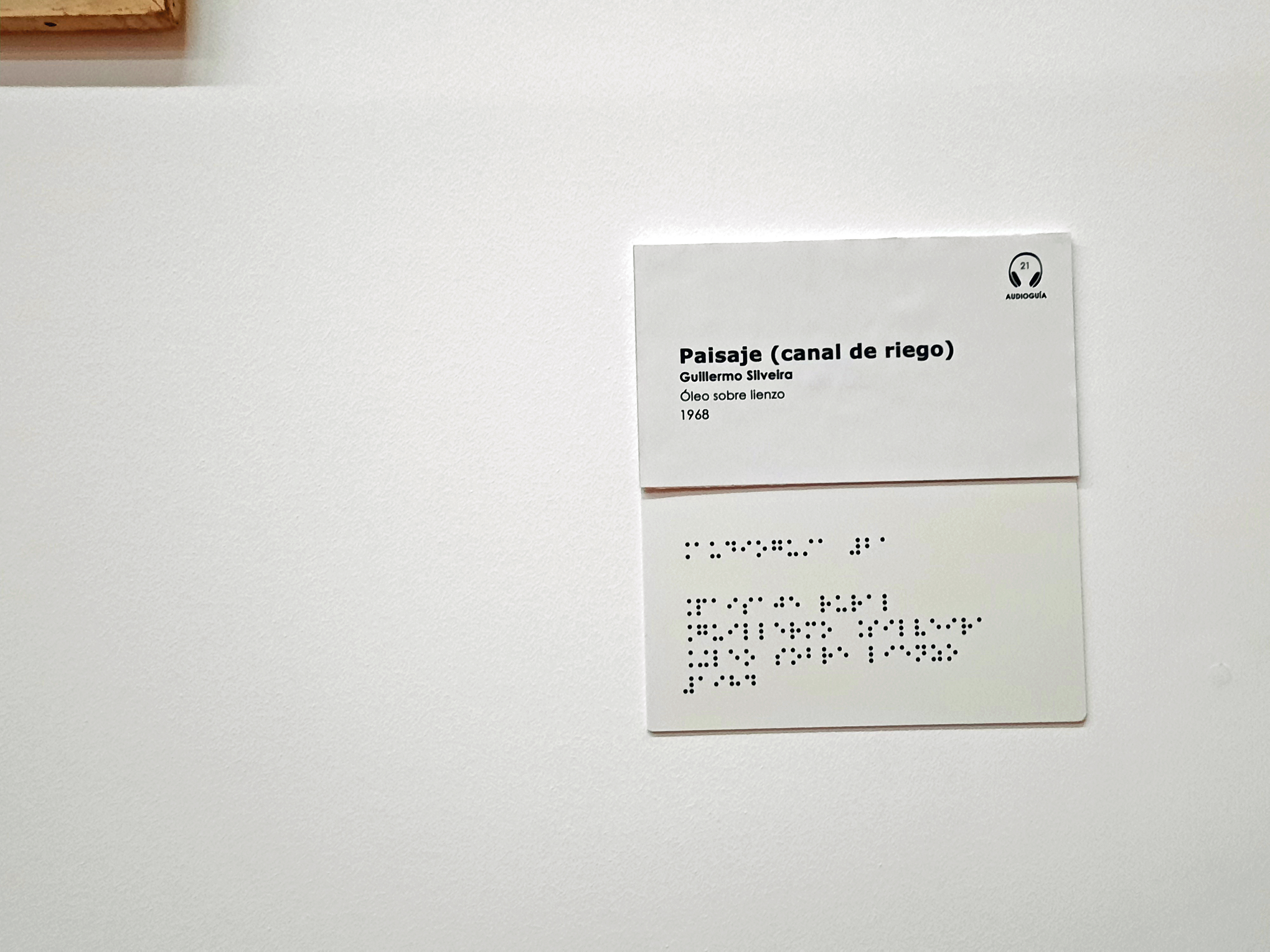
Cartelas identificativas del cuadro de Guillermo Silveira expuesto al público en el MACF desde su inauguración oficial el jueves 4 de marzo de 2021.

Teniendo en cuenta su fecha de ejecución, el cuadro se debió pintar en su domicilio estudio de la antigua calle del Pilar (hoy Avda. Antonio Montero Moreno) n.º 1-3.º izda. de la capital pacense, en el que el artista residió con su familia desde mediados de 1962 hasta finales de los años 1960 o comienzos de la década siguiente en que se trasladó al bloque de suboficiales del Ejército del Aire, ubicado en Traseras de Colón n.º 1-1.º 2.
Tras su sonada exposición en Copenhague a finales de 1968 a comienzos de la década de los setenta fue adquirido por el Ayuntamiento de Fregenal de la Sierra en cuyo Museo de Arte Contemporáneo (MACF) se expone al público desde su inauguración oficial el jueves 4 de marzo de 2021:

[El] cuadro de Guillermo Silveira titulado "Paisaje" será expuesto en Copenhague dentro de una exposición de artistas españoles organizada por una prestigiosa sala danesa. La obra de Guillermo Silveira representa un trozo de nuestro solar extremeño cruzado por los canales de esa maravilla técnica que es el Plan Badajoz. Silveira ha inyectado en el cuadro el ardor, el encanto y la dureza de nuestra tierra.

REDACCIÓN (11 nov. 1968). «Será expuesto en Copenhague». Hoy (Badajoz): 11.

Artísticamente el estudio de la obra descubre un profundo conocimiento de autores como el también extremeño Ortega Muñoz o Benjamín Palencia y en general de la denominada Escuela de Madrid, así como la presencia de distintos elementos de marcado tono neocubista (apreciables sobre todo en la propia estructura del canal) que remiten especialmente a la obra paisajística del onubense Daniel Vázquez Díaz. Cromáticamente predominan los colores verdosos, grisáceos o sienas, dispuestos en grandes planos bien diferenciados.

## Exposiciones
- Exposición de la Agrupación Nacional Sindical de Bellas Artes (ANSIBA). «España Vista por sus Artistas»: Copenhague (Dinamarca, finales de 1968).[10][11][12] Valorada en caso de venta al precio de 30 000 pesetas.[13]
- «Pinturas de Guillermo Silveira». Salón de plenos del ayuntamiento de Fregenal de la Sierra (Badajoz), 25 de abril-2 de mayo de 1976. Junto a la pieza en cuestión se mostraron, entre otras, El puente (ant. 1960), La Ría (ant. 1964), La caseta (1968), En una esquina cualquiera (1972), Pan humilde (c. 1975), El maquinista (1975), Impresión (1976), etcétera.[14]
- «Búsquedas». Palacio de los Barrantes-Cervantes. Trujillo (Cáceres), 15 de septiembre-29 de octubre de 2017 (sin numerar).[12]

### Hemerografía
- Medina, Tico (23 ene. 1969). «Las cosas y las gentes de esta tierra: El pintor». Informaciones. Crónica de España (Madrid): 25.
- REDACCIÓN (11 nov. 1968). «Será expuesto en Copenhague». Hoy (Badajoz): 11.
- REDACCIÓN (may. 1987). «Ha fallecido el pintor Guillermo Silveira». Anaquel. Artes Plásticas (Mérida: Editora Regional de Extremadura) (18): 21.